# Jałowiecki Potok

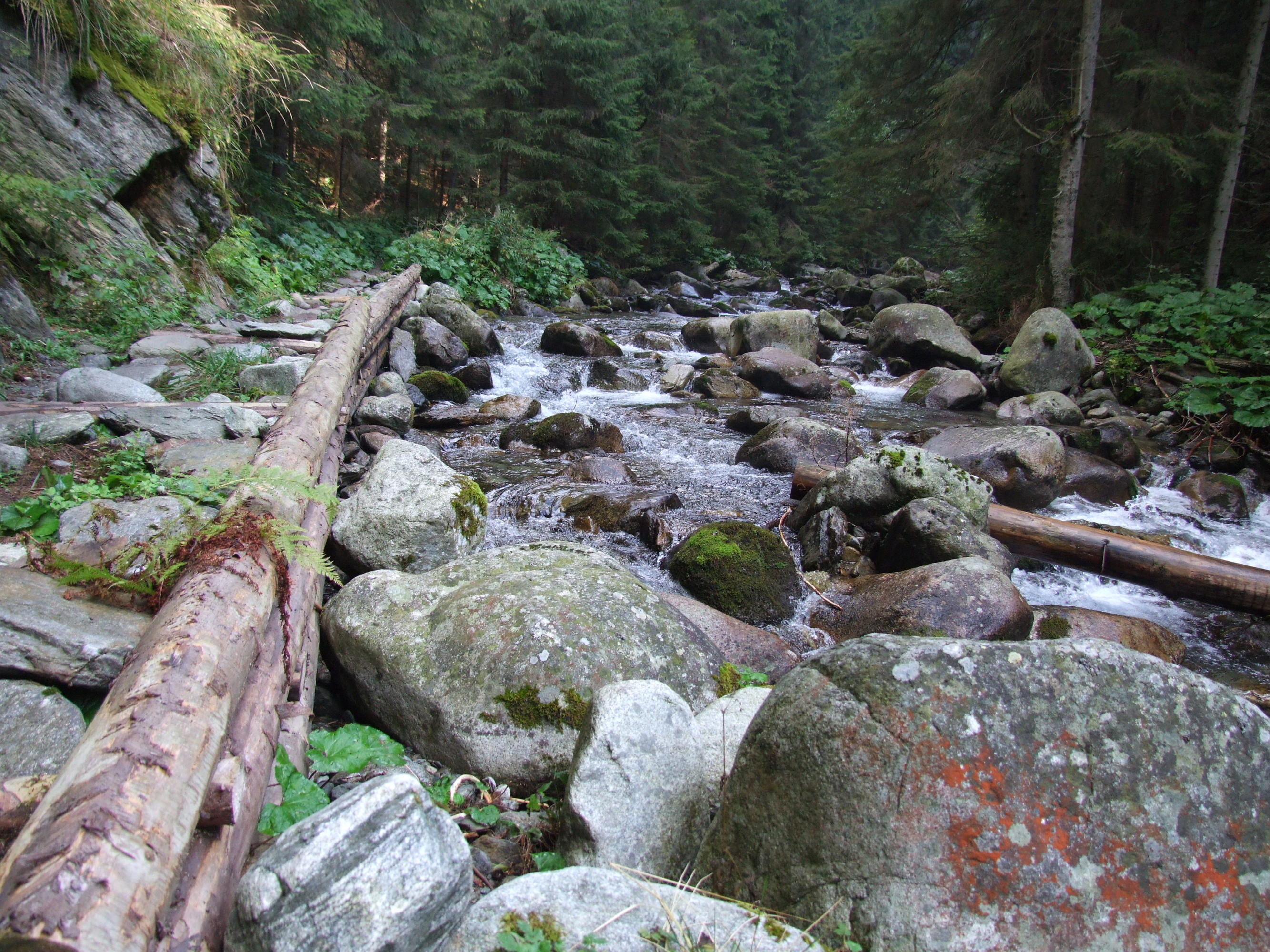
Jałowiecki Potok w Dolinie Jałowieckiej (obok szlak turystyczny)

Jałowiecki Potok (słow. Jalovský potok, dawniej Jalovecký potok, Jalovčianka) – potok spływający Doliną Jałowiecką w słowackich Tatrach Zachodnich. Jest głównym potokiem tej doliny. Powstaje u południowych podnóży Małego Łyśca z połączenia dwóch potoków: Potoku z Polany i potoku Parzychwost, które spływają dwoma głównymi odgałęzieniami tej doliny (odpowiednio Doliną Bobrowiecką i doliną Parzychwost). Potoki te łączą się na wysokości około 1000 m. Takie jest ujęcie w polskich źródłach. Odmienny pogląd – oparty przede wszystkim na wielokrotnej różnicy w wielkościach przepływu – występuje we wszystkich źródłach słowackich. Zgodnie z nimi potok Parzychwost występuje pod nazwą Jałowieckiego Potoku (jako jego górny bieg), natomiast Potok z Polany jest wyłącznie jego prawym dopływem. W tym ujęciu źródła tego potoku znajdują się na stokach Banówki.
W miejscu, w którym łączą się Parzychwost i Potok z Polany, jest rozdroże szlaków turystycznych (rozdroże do Parzychwostu). Od miejsca tego Jałowiecki Potok spływa w południowo-zachodnim kierunku. Prawe zbocza doliny potoku tworzą stoki Małej Kopy, Mnicha i Sokoła oraz lewe stoki Trnaca, Rokitowca i Skały. W obrębie Tatr do cieku uchodzi kilka niewielkich potoków. Największe z nich to Mnichowy Potok i Sokoli Potok. Po opuszczeniu Tatr Jałowiecki Potok wpływa na tereny Kotliny Liptowskiej i przepływa przez miejscowości Jałowiec oraz Trzciana. Dawniej w kolejnej wsi Liptovská Ondrašová, na wysokości 563 m n.p.m., wpływał do Wagu jako jego prawy dopływ. Obecnie uchodzi do sztucznego zbiornika Liptovská Mara w należącej do Liptowskiego Mikułasza dzielnicy Liptovská Ondrašová.
Na terenie Kotliny Liptowskiej uchodzi do Jałowieckiego Potoku jeszcze kilka potoków. Z lewej strony zasila go potok Lisowiec. Taką nazwę nosi dolna część (w obrębie Kotliny Liptowskiej) wypływającego z Tatr Skalistego Potoku. Na słowackich mapach jednak potok ten nosi na całej swojej długości nazwę Rakytie. Z prawej strony (w kolejności od północy na południe) dopływami Jałowieckiego Potoku są: potok mający źródła poniżej Żlebu Uhlisko oraz potok powstający w miejscowości Bobrowiec.

## Szlaki turystyczne
– żółty: Jałowiec – Rozdroże pod Tokarnią – Przesieka – Rozdroże do Parzychwostu. 2:35 h, ↓ 2:15 h.